# Bryan Mattison
Bryan Mattison (Kalamazoo, 15 maggio 1984) è un giocatore di football americano statunitense che gioca nel ruolo di centro nella National Football League (NFL) e attualmente è free agent. Al college ha giocato a football all’Università dell'Iowa.

## Carriera professionistica
Dopo non essere stato scelto nel Draft NFL 2008, Mattison firmò con i New York Jets ma passò con la squadra solo la pre-stagione prima di venire svincolato. Successivamente passò ai Baltimore Ravens con cui passò dal ruolo di defensive end a quello di offensive guard. Rimase coi Ravens quasi quattro stagioni, disputando 10 partite, mai come titolare. Fu svincolato il 24 novembre 2011.
Il giorno successivo, Mattison passò ai St. Louis Rams con cui disputò 5 partite nella stagione 2011, incluse le prime 4 come titolare. Il 26 settembre 2012 passò ai Kansas City Chiefs con cui disputò 4 partite nella stagione. Il 2 maggio 2013 fu svincolato.

## Vittorie e premi
Nessuno

## Statistiche
| Partite totali      | 19 |
| Partite da titolare | 4  |

Statistiche aggiornate alla stagione 2012